# معركة فالفيردي(1862)
معركة فالفيردي (بالإنجليزية: Battle of Valverde)‏ ، أو معركة فالفيردي فورد ، وقعت في الفترة من 20 إلى 21 فبراير 1862 ، بالقرب من بلدة فال فيردي  في فورد ريو غراندي في إقليم نيو مكسيكو، في ما يعرف اليوم بولاية نيو مكسيكو . حيث كانت المعركة كان انتصارا كبيرًا لقوات الأتحاد في حملة نيو مكسيكو للحرب الأهلية الأمريكية . كان المتحاربون من سلاح الفرسان الكونفدرالي من تكساس والعديد من الحلفاء من ميليشيا أريزونا مقابل الجيش النظامي ومتطوعي الاتحاد من شمال إقليم نيو مكسيكو وإقليم كولورادو .

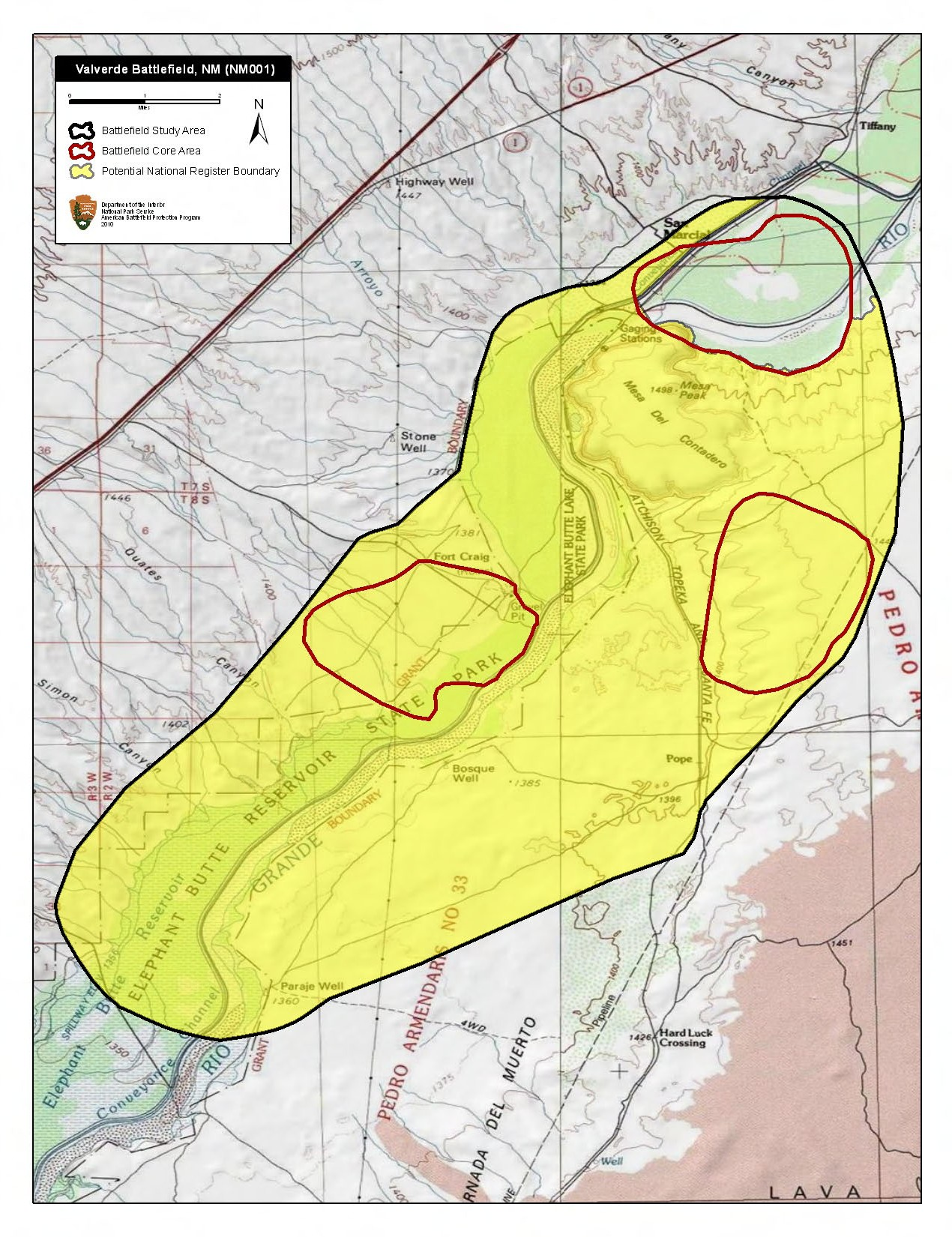
خريطة لبالفيردي باتلفيلد برنامج حماية ساحة المعركة الأمريكية

## روابط خارجية
- ملخص المعركة الحديقة الوطنية
- موقع فورت كريج التاريخي الوطني
- الحرب الأهلية اليوم: حصن كريغ ومعركة فالفيردي
- VALVERDE، NEW MEXICO، 20 February 1862 (Sibley's New Mexico Campaign) أو Fort Craig، OR - Series I، Volume IX، Chapter XXI، Pg 482